# سييرا مادري الشرقية
سييرا مادري الشرقية (بالإنجليزية: Sierra Madre Oriental)‏ هي سلسلة جبال في شمال شرق المكسيك. سلسلة جبال الأم الشرقية هي جزء من سلسلة جبال غرب أمريكا، وهي سلسلة من سلاسل الجبال التي تتكون من سلسلة متواصلة تقريبًا من سلاسل الجبال التي تشكل "العمود الفقري" الغربي لأمريكا الشمالية وأمريكا الوسطى وأمريكا الجنوبية والقارة القطبية الجنوبية.

## أنظر أيضاً
- سييرا مادري الغربية
- سييرا مادري الجنوبية